# Morten Kurt Nielsen
 Der er flere personer med dette navn, se Morten Nielsen (flertydig).
Morten Kurt Nielsen (født 8. oktober 1981) er en dansk professionel fodboldspiller, hvis primære position på banen er i angrebet.

## Spillerkarriere
Nielsen skiftede til 2. divisionsklubben Fremad Amager i sommerpausen 2007 fra Danmarksserieklubben Albertslund IF. Han debuterede for amagerkanerne den 5. august 2007 i forbindelse med en 2. divisionskamp udebane i Sundby Idrætspark mod lokalrivalerne B 1908.

## Ekstern kilde/henvisning
- http://fca.dk/morten_k_nielsen.html Arkiveret 11. november 2007 hos  Wayback Machine
- Morten Kurt Nielsens spillerprofil på Transfermarkt (engelsk)